# Oratoire de Buffard
L'Oratoire de Buffard (Oratoire du Dieu de Pitié) est un monument du XVIIe siècle, protégé des monuments historiques, situé sur la commune de Buffard dans le département français du Doubs.

## Localisation
L'oratoire est situé au sud du village de Buffard, sur la route de Port-Lesney.

## Histoire
L'oratoire est construit en 1613. Il est inscrit au titre des monuments historiques le 9 septembre 2011.

## Description
Le monument est construit selon un plan carré. Il offre une niche voutée en plein cintre abritant une statue représentant le Dieu de Pitié. L'ensemble est construit en moëllons alors que la couverture est constituée de lave.